# Klášter Madelonnettes
Klášter Madelonnettes byl klášter v Paříži. Nacházel se v prostoru dnešního Lycée Turgot v ulici Rue de Turbigo ve 3. obvodu. Madelonnettes bylo označení pro řád dcer Maří Magdalény, který pomáhal bývalým prostitutkám. Časem se změnil na ženskou věznici. Budovy kláštera byly zbořeny v letech 1865–1866. 

## Poloha
Klášter Madelonnettes se nacházel mezi ulicemi Rue des Fontaines-du-Temple, Rue Volta a Rue du Vertbois.

## Historie
Jeho původ se datuje do roku 1618, kdy se obchodník s vínem Robert de Montry rozhodl založit místo, kde se budou moci prostitutky vracet na správnou cestu. S pomocí faráře od kostela Saint-Nicolas-des-Champs, kapucína Athanase Molé a důstojníka královské tělesné stráže shromáždil dostatek prostředků.
Nejprve pronajali pokoje na předměstí Faubourg Saint-Honoré, poté Robert de Montry zapůjčil pro dobročinné účely dům, který vlastnil na Place Croix-Rouge v 6. obvodu. Byla zde zřízena improvizovaná kaple, ve které sloužili benediktini ze Saint-Germain-des-Prés.
Markýza de Maignelay pojala myšlenku na vytvoření skutečného kláštera a 16. července 1620 získala nemovitost nacházející v Rue des Fontaines mezi kláštery Saint-Martin-des-Champs a Temple a odkázala budoucímu klášteru 101 600 liber. V roce 1625 poskytl Ludvík XIII. roční rentu ve výši 3000 liber. Povolení udělil papež Urban VIII. v roce 1631. Většina budov byla postavena do roku 1637, první kapli slavnostně otevřela Anna Rakouská 22. března 1648. Stavba klášterního kostela byla zahájena v roce 1680 a byl vysvěcen 2. září 1685.
Z původní myšlenky dobrovolného přijímání hříšnic se klášter vyvíjel směrem k zařízení, kam byly ženy či dívky uzavírány z nařízení krále, soudce nebo na žádost rodiny.
Klášter měl až 165 členek, organizovaných do tří kategorií a rozdělených do tří samostatných budov:
- sestry svaté Maří Magdalény, které složily slib čistoty, v bílých šatech;
- sestry svaté Marty, které složily jednoduchý slib, v šedých šatech. Po dvou letech noviciát|noviciátu mohly vstoupit k sestrám svaté Maří Magdalény;
- sestry svatého Lazara, které nesložily žádný slib, obecně zde byly drženy proti své vůli, ve světských šatech, ale s tvářemi ukrytými za černým závojem.

Dekretem Národního shromáždění ze dne 13. února 1790 o zrušení náboženských řádů byl dne 17. března téhož roku proveden inventář majetku a příjmů. Klášter byl téhož roku uzavřen a 21. března 1791 byl jmenován správce.
V roce 1793 byl přeměněn na vězení pro politické vězně. První vězni zde byli umístěni 4. dubna. Koncem prosince 1793 však byli političtí vězni převezeni do věznic Port-Libre, Picpus a Saint-Lazare. Ostatní vězni byli posláni do Bicêtre.
K významným vězňům patřili např. poslední velitel pařížské policie Louis Thiroux de Crosne, poslední prévôt de Paris Anne Gabriel de Boulainvilliers, ministr války Jean-Frédéric de La Tour du Pin Gouvernet, člen Francouzské akademie a historik Jean-Jacques Barthélemy, ředitel Pařížské opery Ange-Étienne-Xavier Poisson de La Chabeaussière, generál Arthur Dillon, generál René Joseph de Lanoue, Jean-Baptiste de Machault d'Arnouville (strážce pečetě Francie), ministr námořnictva Charles-Pierre Claret de Fleurieu, markýz de Sade, básník Sébastien-Roch Nicolas de Chamfort nebo vynálezce Nicolas Appert.
Počátkem roku 1794 se bývalý klášter stal ženskou věznicí jako pobočka věznice Saint-Lazare. V roce 1836 byly všechny vězeňkyně převezeny do věznice Roquette a Madelonnette se stal mužskou věznicí. 
Klášterní budovy byly zbořeny během Haussmannových přestaveb v letech 1865–1866 při proražení ulice Rue de Turbigo. Vězení bylo nahrazeno věznicí La Santé. Na místě tehdejšího kláštera dnes stojí Lycée Turgot.